# Курбан-байрам
Ід аль-а́дха, ід аль-кабі́р, ід аль курба́н (араб. عيد الأضحى), курбан-байра́м (тюрк.) — свято жертвопринесення, одне з двох головних свят мусульман (друге — ід аль-фітр).
Свято починається після 70 днів закінчення посту урази (10-го числа місяця Зуль-хіджжа, що є 12-м місяцем мусульманського місячного календаря), в день закінчення Хаджу (паломництва до Мекки) та триває три-чотири дні.
У ці дні в долині Міна біля Мекки паломники приносять в жертву тварин (курбан) у пам'ять про те, як за біблійним переказом пророк Авраам (у мусульман Ібрагім), хотів принести в жертву Богу свого сина Ісаака (у мусульман Ісмаїла). Але Бог послав архангела Гавриїла (Джабраїла) з баранцем і врятував Авраамові сина. Те саме роблять віряни всього мусульманського світу.
До ритуалу свята входить особлива молитва, під час якої кожен мусульманин зобов'язаний зарізати вівцю, корову чи верблюда, до того кров тварини обов'язково повинна збризнути землю, а не камінь чи асфальт, що є також даниною родючості землі.
На підтвердження цього обов'язку мусульманам наводять аяти Корану (3, 92):
|  | Вам не досягти благочестивості, поки не будете робити жертви з того, що любите |

Під час Курбан-Байраму узвичаєно відвідувати могили предків, робити візити до друзів, подарунки. Організовують святкову трапезу.

## Походження
Згідно з Кораном, архангел Джабраїл з'явився до пророка Ібрагіма уві сні і передав йому веління Аллаха принести в жертву сина. У Корані ім'я сина не назване, проте в переказі майже завжди називається старший син Ісмаїл. На противагу ісламським переказам, в юдейському переказі фігурує інший син пророка Ібрагіма (Авраама), Ісхак (юдейський Ісаак) . Ібрагім вирушив у долину Міна до того місця, де нині стоїть Мекка, і почав приготування. Його син, який знав про свою роль жертви, не пручався, бо був слухняний батькові та Аллаху. Однак це виявилося випробуванням від Аллаха, і, коли жертва була майже принесена, Аллах зробив так, щоб ніж не зміг різати, а Джабраїл (архангел Гавриїл) дав пророку Ібрагіму барана для жертвоприношення.

## Назва
Арабська назва свята Ід аль-Адха (араб. عيد الأضحى Īd 'al-'Aḍḥā), перекладається як «свято жертви». Також зустрічається назва курбан-байрам (перша згадка у Афанасія Нікітіна — курбанть-багрям). Перша частина цього слова від араб. قربان qurbān «жертва», друга частина — загальнотюркське слово байрам «свято». Так воно називається у різних мовах, насамперед у тюркських: азерб. Qurban Bayramı, крим. К'урбан Байрами, Qurban Bayramı, башк. Ҡорбан байрам, туркм. Gurban baýram, тат. Корбан бәйрәме, Qorban bäyräme, тур. Kurban Bayramı, також босн. Kurban bajram. Часто замість слова байрам вживається по-різному спотворене араб. عيد ‘Īd «свято»: каз. Құрбан айт, кирг. Курман айт, тат. Корбан Гаеті, Qorban ğäyete, узб. Қурбон Ҳаїт, Qurbon Hayit, тадж. Іди Қурбон, уйг. Қурван Ҳайт

## Контекст
Свято жертвопринесення є кульмінацією хаджу до Мекки. Напередодні паломники сходять на гору Арафат, а в день Жертвопринесення здійснюють символічне кидання камінням та таваф (семиразовий обхід навколо Кааби).

## Про обряди

### У Корані
| " | Скажи: «Воістину, мій намаз і моє жертвоприношення (або поклоніння), моє життя і моя смерть присвячені Аллаху, Господу світів, у Якого немає товаришів. Це мені велено, і я є першим з мусульман». Аль-Анам 6:162-163 (Якубович) | " |

| " | Для кожної громади Ми визначили обряди жертвопринесення та веліли її послідовникам поминати ім'я Аллаха над дарованими їм тваринами при закланні. Отже, ваш бог — Бог єдиний. Так коріться Йому, а ти, Мухаммад, повідом добру звістку смиренним, серця яких при згадуванні імені Аллаха тремтять від страху, які терплячі до того, що їх осягає, творять обрядову молитву та витрачають на шляху Аллаха з того, що Ми дали їм на спадок. І принесення в жертву верблюдів Ми встановили для вас як обряд, приписаний Аллахом. Для вас в цьому — користь. Вимовляєте ж над верблюдами ім'я Аллаха, коли вони стоять рядами. А коли їх повалять на боки, то їжте їх м'ясо, нагодуйте та того, хто соромиться просити, і того, хто просить не криючись. Так Ми дали вам владу над жертовними верблюдами, — бути може, ви подякуєте за це. ні м'ясо, ні кров жертовних тварин не потрібні Аллаху, Йому потрібна лише ваша побожність. Тому Він дав вам владу над жертовними тваринами, щоб ви величали Аллаха за те, що Він наставив вас на прямий шлях. Так обрадуй ж благою звісткою тих, хто вершить добро. Аль-Хаджж 22:34-37 (Якубович) | " |

| " | Ібрахім сказав: «Я йду до мого Господа, який наставить мене на прямий шлях». Прибувши в Шам, він сказав: «Господи, даруй мені праведного сина». Ми повідомили йому благу звістку про лагідному сина. Коли син досяг того, щоб розділити старанність з ним, Ібрахім сказав: «Про син мій! Воістину, я бачив у сні, що я приношу тебе в жертву з закланням. Що думаєш ти про цьому ?» Син відповів: «Про батько мій! Роби так, як тобі велено. Якщо так буде завгодно Аллаху, ти знайдеш мене терплячим». Коли вони обидва підкорилися волі Аллаха та батько кинув його обличчям униз, Ми взивали до нього: «Про Ібрахім! Ти виконав те, що велено було тобі у сні». Воістину, так Ми віддаємо тим, хто вершить добро. Воістину, це і є явне випробування. І Ми замінили йому сина на велику жертву. Ми веліли наступним поколінням волати: Світ Ібрахіму! Так Ми віддаємо тим, хто творить добро. Воістину, він — з числа Наших віруючих рабів. Ас-Саффат 37:99-111 (Якубович) | " |

| " | Так виконуй обрядову молитву та заколювали [ жертовну тварину]. Аль-Каусар 108:2 (Якубович) | " |

### У Сунні
Пророк Мухаммед сказав:
- «Коли настане місяць Зуль-хіджжа, нехай той, хто бажає вчинити Жертвоприношення, в жодному разі не підстригає ні волосся, ні нігтів до тих пір, поки не принесе жертву!» (Муслім 1977)
- «Воістину, Аллах наказав все робити добре, і якщо доведеться вбивати, то вбивайте хорошим способом, і коли будете різати тварину, то робіть це найкращим чином. І нехай кожний з вас, як слід наточить свій ніж, і нехай позбавить тварину від муки». (Муслім 3/1955)
- «Корова приноситься в жертву за сімох та верблюд за сімох». (Абу Дауд 2808, ан-Насаї 4121)
- «помолитися подібно нам і здійснив жертвопринесення подібно до нас здійснить його правильно, а той, хто принесе жертву до святкової молитви, то це буде до молитви, і він не скоїв Жертвопринесення». (аль-Бухарі 955)
- «Не дозволено приносити як Жертвопринесення чотири типи тварин: одноока тварина, вада якої очевидна; хвору тварину, хвороба якої очевидна; кульгаву тварина, кульгавість якої очевидна; виснажену тварину, слабкість якої очевидна». (Ахмад ібн Ханбаль 4/284, Абу Дауд 2802, ат-Тірмізі 1/283)
- «Не приносьте в жертву тварину, яка не досягла свого віку. Якщо ж це стане для вас скрутним, то можете принести в жертву овець у віці від шести місяців». (Муслім 1963)
- «А що стосується твого Жертвопринесення, то велика нагорода за це припасена для тебе у твого Господа!» (аль-Баззар 2/182, Ібн Хіббан 963, ' Абдур-Раззак' 8830)
- «Ні для Аллаха найкращого витрачання після підтримки родинних зв'язків, ніж пролиття крові жертовного тварини!»" (Хафіз Ібн Абдуль-Барр «Фатх аль-Малік» 7/18)
- " О люди! Для однієї родини раз на рік необхідно здійснити жертвопринесення Удхія[2] та Атірі[3] ". (Абу Дауд 2788, ат-Тірмізі 1518, ан-Насаї 4235, Ібн Маджі 3125)
- «Той, хто володів статком і не вчинив Жертвопринесення, хай не наближається до наших мечетей!» (Ахмад ібн Ханбаль 1/321, Ібн Маджа 3123, ад-Даракутні 2/545)
- Джабір розповідав: "Я звершив святкову молитву з посланцем Аллаха ﷺ в день Жертвопринесення, і після її завершення він привів барана та приніс його в жертву, сказавши: «З ім'ям Аллаха, Аллах великий! О Аллах, це від мене і від тих, з числа моєї громади, хто не вчинив Жертвопринесення». (Абу Дауд 2810, ат-Тирмізі 1521, Ахмад ібн Ханбаль 3/356)
- Ібн Аббас розповідав: "Одного разу посланник Аллаха ﷺ проходив повз людини, який точив свій ніж, поставивши ногу на морду вівці, тоді як вона дивилася на нього. Пророк ﷺ запитав цієї людини: "Чому ти не наточив свій ніж до того, як повалити її на землю?! Невже ти хочеш умертвити її двічі ?! "" (ат-Табарані)
- Джундуба розповідав: " Я був з посланником Аллаха ﷺ в день свята жертвопринесення. І коли він завершив молитву, він глянув на зарізаних овець та сказав: «Хто зробив жертвопринесення до намазу, нехай заріже ще одного барана замість того, що він вже зарізав. А хто ще не здійснив Жертвоприношення, нехай зробить це з ім'ям Аллаха!» (аль-Бухарі 10/20, Муслім 1960)
- Аїша розповідала: "Коли посланник Аллаха ﷺ зробив жертвопринесення, він сказав: " З ім'ям Аллаха. О Аллах, прийми від Мухаммада та членів родини Мухаммада, і від громади Мухаммада «, після чого зробив жертвопринесення». (Муслім 1967)
- Від Джабіра передається, що під час жертвопринесення пророк Мухаммед ﷺ вимовляв наступну благання: «Воістину, я звернув свій лик до Того, Хто створив небеса та землю, відповідно до шляхом Ібрахіма Ханіфа, і я не є з числа многобожників! Воістину, моя молитва і моє жертвоприношення, моє життя і моя смерть — заради Аллаха, Господа світів, у Якого немає товариша! Це мені велено, і я з числа мусульман! О Аллах, це від Тебе і заради Тебе!» (Абу Дауд 2795)
- Алі ібн Абу Таліб, розповідав: «Посланник Аллаха ﷺ велів мені стежити за жертовними тваринами та роздати як милостиню їх м'ясо, шкури та попони, і нічого не давати м'ясникам за забій худоби. Він сказав: „Ми їм дамо небудь з того, що у нас є“». (Муслім 1317)
- Ібн Аббас розповідав: «Одного разу ми перебували в дорозі з посланником Аллаха ﷺ коли нас застало Жертвопринесення. І ми приносили в жертву одну корову всемером, а верблюда вдесятьох». (ат-Тірмізі 1501, ан-Насаї 7/222)
- Від Джабіра повідомляється, що «коли посланник Аллаха ﷺ здійснював жертвоприношення, він повернув тварина у бік Кааби». (Абу Дауд 2795)
- Анас ібн Малик розповідав: «Посланник Аллаха ﷺ здійснював святкове жертвоприношення власноруч». (Ахмад ібн Ханбаль 3/188)
- Абу Рафіа сказав: «Посланник Аллаха ﷺ в день свята (Ід аль-Адха) купив двох білих, товстих, рогатих баранів та приніс їх у жертву від себе і членів своєї громади». (Ахмад ібн Ханбаль 6/391, ат-Табарані 2/127)
- Абу Саріха розповідав: «Я бачив Абу Бакра та Умара, які не скоювали святкового Жертвопринесення, побоюючись, що за ними будуть в цьому слідувати». (аль-Байхакі9/295)
- Алі ібн Абу Таліб говорив: «Посланник Аллаха ﷺ нам велів звертати увагу на очі і вуха». (Ібн Маджі 3143, Ібн Хузайма 2915)
- Ханаша, розповідав: "Одного разу я побачив, як Алі ібн Абу Таліб приносить як жертву двох баранів, і запитав: "Що це ? " Він відповів: " Посланник Аллаха ﷺ заповідав мені приносити жертву за нього, і я це роблю! "" (Абу Дауд 2790, ат-Тірмізі 1495)
- Укба ібн Амір розповідав: «Одного разу ми здійснювали з посланником Аллаха ﷺ святкове жертвоприношення та приносили в жертву піврічних овець». (ан-Насаї 7/219, аль-Байхакі 9/270)
- Абу Рафіа розповідав: «Посланник Аллаха ﷺ приніс як жертвопринесення двох чорно-білих кастрованих баранів». (Ахмад ібн Ханбаль 6/8)
- Абу Айуб говорив: «У часи Посланника Аллаха ﷺ людина приносила в жертву вівцю за себе і членів своєї родини, і вони їли її м'ясо та роздавали деяке його кількість іншим, поки не стали люди тим самим хвалитися, і не сталося те, що ви бачите». (Ібн Маджі 3147, ат-Тірмізі 1541)
- Анас ібн Малик говорив: «Посланник Аллаха ﷺ заколював двох баранів, і я заколюють двох баранів!» (аль-Бухарі 2/119, Муслім 3/103)
- Ібн Аббас говорив: «Не повинен приносити в жертву твоє жертовну тварину ніхто, крім мусульманина!» (аль-Байхакі 9/284)
- Абу Масуд аль-Ансарі говорив: «Воістину, іноді я залишаю вчинення жертвопринесення, маючи можливість це зробити, побоюючись того, що мої сусіди подумають, що це є обов'язковою!» (Абдур-Раззак 8149)

### У висловлюваннях ісламських правознавців
- «Жертвопринесення — це сунна! І мені не подобається її залишення!» (Імам аш-Шафії «аль-Умм» 2/221)
- «Посланник Аллаха ﷺ здійснював жертвоприношення протягом усього свого життя, і невідомо, щоб він залишав його хоч раз. І він спонукав до вчинення жертвопринесення, і не слід мусульманину, що має достаток залишати його вчинення!» (Хафіз Ібн Абдуль-Барр «аль-Ізтіскар» 15/163)
- «воістину, заколювання жертовної тварини на день Жертвопринесення, є найкращим з діянь, оскільки кожне поклоніння має свою перевагу у встановлений час!» (Ібн аль-Арабі «Арідатуль-ахуазі» 4/13)
- «Не досяг року баран може бути принесений в жертву, якщо є великим». (Ібрахім ан-нахаба «аль-Асар» 63)
- «Умма одноголосна в тому, що верблюд, корова і коза не можуть приносити в жертву, якщо лише не досягнуть необхідного віку». (Імам ан-Нававі «аль-Маджму» 8/394)
- «Умма одноголосна в тому, що верблюда та корову не можна приносити в жертву більше, ніж від семи людина!» (Імам ат-Табарі «аль-Істізкар» 15/190)
- «У цих хадісах вказівку на те, що кастровані тварини ганене для святкового жертвопринесення. Але деякі вчені вважали це засуджувана через відсутність частини тіла у тварини. Однак це не є недоліком у тварини, оскільки кастрація робить м'ясо тварини хорошим та видаляє від нього поганий запах». (Імам аль-Хаттаб «Мааліму-Ссунан» 2/197)
- «одноголосно все в тому, що жертвопринесення не дозволено здійснювати перед сходом сонця в день жертвопринесення (10 Зуль-хіджа)!» (Імам Ібн аль-Мунзір «аль-Іджма» 78)
- «Той, хто зробив жертвопринесення після заходу сонця останнього дня ат-Ташрік, у того немає Жертвопринесення!» (Імам аш-Шафії «аль-Умм» 2/223)
- «Верблюда можуть спільно принести в жертву десять осіб, якщо йдеться про жертвоприношення Удхія. Якщо ж йдеться про жертвоприношення Хадья, скоєне паломниками, то це можуть зробити лише семеро людей». (Імам аш-Шаукані «Найлюль-аутар» 5/137)
- «Що стосується вівці, то вона може бути принесена в жертву лише від однієї людини!» (Імам ан-Нававі «аль-Маджму» 8/399)
- «Семеро можуть принести в жертву одного верблюда або корову як жертвопринесення Удхія. І немає різниці всі ці семеро з однієї родини або ж з різних сімей; бажає хтось із них просто м'яса або ж ріже тварина як жертвопринесення Удхія. Немає в цьому різниці, і це думка нашого (шафіїтського) мазхаба, також думка, Імама Ахмада та більшості вчених». (Імам ан-Нававі «аль-Маджму» 8/372)
- «Найкращим жертовною твариною є верблюд, оскільки він дорожче і в ньому більше м'яса!» (Імам Ібн Кудама «аль-Мугнії» 9/439)
- «Рогатий баран є найкращим жертовним тваринам, і це думка Малік ібн Анаса та багатьох вчених». (Хафіз Ібн Абдуль-Барр «аль-Істізкар» 15/136)
- «маликіти взяли в довід це, оскільки Пророк Мухаммед ﷺ здійснював Жертвопринесення баранами, а також, оскільки Аллах вибрав барана, замінивши їм сина пророка Ібрахіма». (Імам Ібн Дакікі аль-Ід «Іхкамуль-ахкам» 2/291)
- «Тварин слід вести до місця заколювання м'яко та ховаючи від них ніж, дістаючи його лише безпосередньо під час заколювання». (Імам Ахмад «Джаміуль-Улюм валь-хікам» 157)
- «Не слід заколювати одна тварина в присутності іншого». (Імам ан-Нававі «Шарх сахих Муслім» 13/93)
- «Зійшлися вчені на тому, що тварина перед закланням слід покласти на лівий бік, оскільки це полегшує заколювання, бо він, таким чином, бере ніж у праву руку, а голову тварини в ліву». (Імам ан-Нававі «Шарх сахих Муслім» 13/122)
- «Якщо людина власноручно здійснить своє Жертвоприношення, це найкраще», сказав: «У цьому немає ніяких сумнівів, бо на це вказують хадіси. Але навіть якщо людина сама не ріже свою тварину, то бажано щоб він хоча б був присутній при заколювання його тваринного». (Імам аль-Мардаві «аль-Інсаф» 4/83)
- «Якщо шкура жертовної тварини продається за дирхами для того, щоб це подати як милостиню, то це дозволено, оскільки в цьому таке ж наближення до Аллаха, як роздача шкури та м'яса цієї тварини». (Імам аз-Зайляі «Батйін аль-хакаик» 6/19)
- «Дозволено давати невірному м'ясо жертовної тварини як милостиню (садака), але за умови, що цей невірний не є тим, хто воює з мусульманами. В іншому випадку йому не можна нічого давати!» (Шейх Ібн Усаймін «Фатава Ібн Усаймін» 2/663)

## Святкування
- Слід здійснити повне обмивання та одягнути чистий та святковий одяг.
- Такбір — звеличення Аллаха словами « Аллаhа акбар, Аллаhа акбар, Аллаhа акбар ля ілаhа ілля Ллаh ва-Ллаh акбар, Аллаху акбар ва-ли-Ллаh-ль-хьамд. Аллаhа акбар, Аллаhа акбар, Аллаhа акбар. Аллаhа акбар кабіран ва-льхамду-лі-Ллаh касьіран ва-субхьана-Ллаh букратан ва-ас'іла »[4]. Такбір слід повторювати під час ранкової прогулянки до храму.
- Привітання мусульман словами «Такаббаль Аллаху Мінна ва мінкум» (нехай візьме Аллах від вас і від нас)
- Змінити маршрут свого звичайного шляху до місця спільної молитви. Джабір ібн абд-Аллах передав, що Пророк Мухаммед звичайно змінював шлях в день Ід аль-Адха (Аль-Бухарі, 986).
- У цей день також прийнято здійснювати повне обмивання, заколювати овець і їсти баранину, роздавати милостиню (ділитися частуванням з баранини).

Хутба зазвичай починається з прославлення Аллаха та пророка Мухаммеда, потім роз'яснюється походження хаджу та значення обряду жертвопринесення. Досвідчений імам-хатиб часто наділяє проповідь у форму римованої прози.

## Жертва

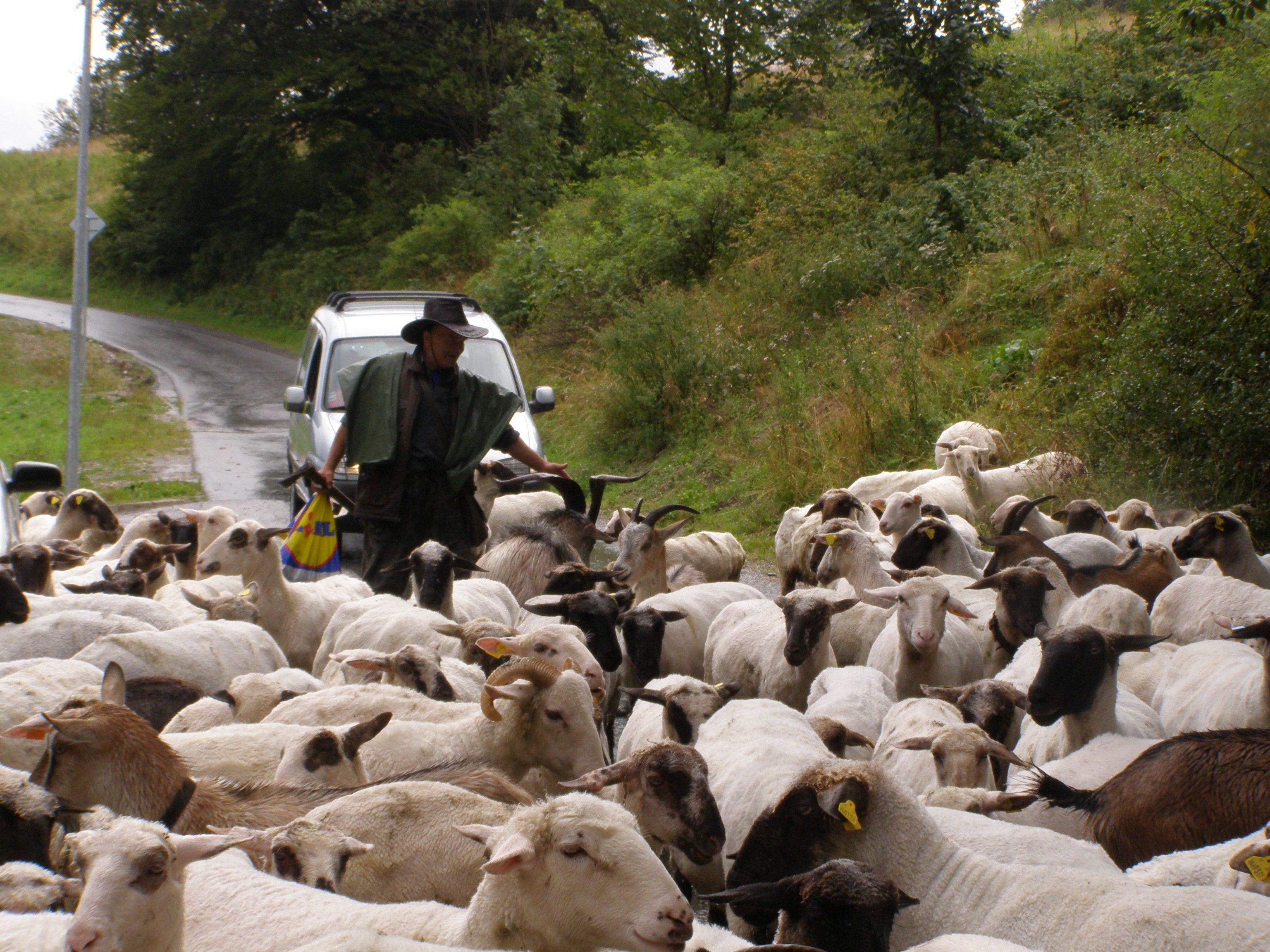
Найчастіше в жертву приносять барана.

Жертвою може бути баран, верблюд або корова.
Жертві повинно бути не менше півроку, вона повинна бути здорова і не мати ніяких недоліків. Якщо дозволяють кошти, то бажано принести в жертву одну вівцю або козу за людину, або корову (верблюда) — не більше ніж від семи осіб, але також можна принести в жертву одну вівцю (козу) за всю сім'ю. Звичай допускає принесення жертви за покійних, якщо вони заповідали зробити це.
Зазвичай шкури жертовних тварин віддаються в мечеть. М'ясо варять та з'їдають за спільною трапезою, на якій може бути присутнім будь-який мусульманин, на чолі столу зазвичай буває імам. У свято жертвопринесення слід обов'язково покуштувати різноманітні вишукані м'ясні страви, які готуються в різних країнах, у відповідності з місцевими смаками, застосовуючи різні спеції та ароматизатори; велика увага приділяється святковому оформленню столу, а також приготуванню численних солодощів. Близьким друзям та родичам в дні свята намагаються зробити подарунки. У такі дні після свята зазвичай наносять візити до рідних та близьких знайомих, оскільки відвідування в дні свята жертвопринесення вважається благословенним та бажаним.
Пророк Мухаммед закликав мусульман до здійснення жертвопринесення. Аїша передала слова пророка Мухаммеда: «Найулюбленіша справа людини для Аллаха в день жертвопринесення — це принесення жертви. В день Суду жертовна тварина буде на чаші добрих справ зі своїми рогами, шерстю та копитами. Кров, пролита у цей день, досягає свого місця перед Аллахом, перш ніж вона досягне землі. Так очищайте нею ваші душі».
Святкувати день жертвоприношення, навіть якщо це не відбувається в Мецці, починають з раннього ранку. На світанку мусульмани йдуть до мечеті до ранкової молитви, але перш бажано зробити ритуальне обмивання-гуслі, надіти новий та охайний одяг, по можливості змастити себе пахощами. Перед молитвою їсти не рекомендується. По закінченні ранкової молитви віруючі повертаються додому. Потім вони знову вирушають в мечеть або на спеціально відведену площадку (намазгах), де мулла або імам-хатиб виголошує проповідь (хутбу).
Після святкової молитви мусульмани, які мають можливість принести жертву, роблять це.
Над жертвою будь-який пересічний мусульманин може вимовити коротку формулу: «Бісміллах, Аллах Акбар», тобто «В ім'я Аллаха, Аллах великий!» Перш ніж барана зарізати, його обов'язково валять на землю головою у бік Мекки.
У жертву можна принести барана, який досяг семи місяців (по шафіїтського мазхабу — повного року), бика або корову, що досягли повних двох років, верблюда, що досяг повних п'яти років. Бажано, щоб жертовна тварина була жирною, великою та красивою. У неї не повинно бути вад, які погано впливають на кількість та якість м'яса. Тому не можна приносити в жертву кульгавих, сліпих або хворих тварин. А також тварин, у яких зламано більше половини рога або відрізано більше половини вуха. Бажано використовувати третину м'яса для частування своєї родини, третину подарувати біднякам з числа сусідів та родичів, а третину роздати як милостиню тим, хто просить про це.
Також Ібн Аббас розповідав про жертвоприношення пророка: «Третину він залишав для родини, третину на частування бідних сусідів, і третину роздавав тим, хто просив». Ібн Умар говорив: «Жертвопринесення та подарунки — третину для тебе, третину для родини, третину для бідних».
Не можна розплачуватися з м'ясником, який різав жертовну тварину, м'ясом. Але можна дати йому частину м'яса, якщо він бідний, або подарувати, але не як оплату. Той, хто приніс жертвоприношення, не може нічого продати з жертовної тварини, ні м'яса, ні шкури, але він може користуватися шкурою та іншими її частинами.

## Дати свята за григоріанським календарем
Мусульманський календар складається з 12 місячних місяців та містить 354 дні, що на 10 або 11 днів менше сонячного року. З цієї причини дні мусульманських релігійних свят кожний рік зсуваються щодо григоріанського календаря.
| 1418 р. х. | 1998 | 7 квітня   |
| 1419 р. х. | 1999 | 27 березня |
| 1420 р. х. | 2000 | 16 березня |
| 1421 р. х. | 2001 | 5 березня  |
| 1422 р. х. | 2002 | 23 лютого  |
| 1423 р. х. | 2003 | 12 лютого  |

| 1424 р. х. | 2004 | 1 лютого  |
| 1425 р. х. | 2005 | 21 січня  |
| 1426 р. х. | 2006 | 10 січня  |
| 1427 р. х. | 2006 | 31 грудня |
| 1428 р. х. | 2007 | 20 грудня |
| 1429 р. х. | 2008 | 8 грудня  |

| 1430 р. х. | 2009 | 27 листопада |
| 1431 р. х. | 2010 | 16 листопада |
| 1432 р. х. | 2011 | 6 листопада  |
| 1433 р. х. | 2012 | 26 жовтня    |
| 1434 р. х. | 2013 | 15 жовтня    |
| 1435 р. х. | 2014 | 4 жовтня     |

| 1436 р. х. | 2015 | 23 вересня |
| 1437 р. х. | 2016 | 11 вересня |
| 1438 р. х. | 2017 | 1 вересня  |
| 1439 р. х. | 2018 | 21 серпня  |
| 1440 р. х. | 2019 | 11 серпня  |
| 1441 р. х. | 2020 | 31 липня   |

| 1442 р. х. | 2022 | 9 червня                    |
| 1443 р. х. | 2023 | 28 червня (за підрахунками) |
| 1444 р. х. | 2024 | 16 червня (за підрахунками) |
| 1445 р. х. | 2025 | 6 червня (за підрахунками)  |

## Курбан-байрам в Європі
В Азербайджані Курбан-байрам є офіційним святковим днем.

## Поздоровлення
У день жертвоприношення заведено ходити в гості та вітати один одного зі святом. Мусульмани традиційно вітають один одного словами:
- 'Ід мубарак (араб. عيد مبارك) — Благословенне свято!
- 'Іду-кум мубарак (араб. عيدكم مبارك) — Хай буде благословенне ваше свято!
- 'Ід аль-Ад'хьа мубарак (араб. عيد الأضحى مبارك) — Благословенне свято жертвопринесення!
- Так'аббаля-Ллаh Мінна ва-мін-кум (араб. تقبل الله منا ومنكم) — Хай прийме Аллах від нас і від вас!
- Так'аббаля-Ллаh Мінна ва-мін-кум с'аліхьу ль-а'маль (араб. تقبل الله منا ومنكم صالح الاعمال) — Хай прийме Аллах від нас і від вас праведні справи!

## Протести проти проведення свята
Останнім часом святкування Курбан-байраму в деяких немусульманських країнах викликає негативне ставлення у правозахисних організацій, політиків, діячів культури та простих жителів, які побоюються за те, що споглядання смерті може негативно позначитися на психіці дітей, які бачать це. Невдоволення викликані способом забою, а також вибором місця для забою жертовних тварин.
- У 2003 році радники уряду Великої Британії зажадали негайно заборонити застосування мусульманських та юдейських методів забою худоби. Обидва методи, власне, однакові: тварині перерізують горло та чекають, поки з нього не витече кров і воно не помре. На думку Farm Animal Welfare Council (консультативного органу, контролюючого використання, продаж, перевезення та забій худоби та інформуючого уряд Великої Британії про факти жорстокого поводження з тваринами) способи виробництва м'яса за мусульманськими законами та нормами кашрута є жорстокими, оскільки заподіюють сильні страждання вівцям, козам та великій рогатій худобі[5].
- 2006 у Росії після звернень мешканців у Москві було введено заборону на публічні жертвопринесення (кожній мечеті дозволено було забивати всього по одній тварині)[6].